# مارك روبنسون (لاعب كرة قدم)
مارك روبنسون (بالإنجليزية: Mark Robinson)‏ (21 نوفمبر 1968 بروتشديل في المملكة المتحدة - ) هو لاعب كرة قدم بريطاني في مركز الدفاع. لعب مع سويندون تاون ونادي بارنسلي ونيوكاسل يونايتد ووست بروميتش ألبيون وتشبنهام تاون.

## وصلات خارجية
- مارك روبنسون على موقع قاعدة بيانات كرة القدم.إي يو (الإنجليزية)
- مارك روبنسون على موقع Soccerbase.com (لاعب) (الإنجليزية)
- مارك روبنسون على موقع عالم كرة القدم.نت (الإنجليزية)